# Deza Nguembock
 (juillet 2025).
Si vous disposez d'ouvrages ou d'articles de référence ou si vous connaissez des sites web de qualité traitant du thème abordé ici, merci de compléter l'article en donnant les références utiles à sa vérifiabilité et en les liant à la section « Notes et références ».
 (juillet 2025).
La mise en forme du texte ne suit pas les recommandations de Wikipédia : il faut le « wikifier ».
Les points d'amélioration suivants sont les cas les plus fréquents. Le détail des points à revoir est peut-être précisé sur la page de discussion.
- Les titres sont pré-formatés par le logiciel. Ils ne sont ni en capitales, ni en gras.
- Le texte ne doit pas être écrit en capitales (les noms de famille non plus), ni en gras, ni en italique, ni en « petit »…
- Le gras n'est utilisé que pour surligner le titre de l'article dans l'introduction, une seule fois.
- L'italique est rarement utilisé : mots en langue étrangère, titres d'œuvres, noms de bateaux, etc.
- Les citations ne sont pas en italique mais en corps de texte normal. Elles sont entourées par des guillemets français : « et ».
- Les listes à puces sont à éviter, des paragraphes rédigés étant largement préférés. Les tableaux sont à réserver à la présentation de données structurées (résultats, etc.).
- Les appels de note de bas de page (petits chiffres en exposant, introduits par l'outil «  Source ») sont à placer entre la fin de phrase et le point final[comme ça].
- Les liens internes (vers d'autres articles de Wikipédia) sont à choisir avec parcimonie. Créez des liens vers des articles approfondissant le sujet. Les termes génériques sans rapport avec le sujet sont à éviter, ainsi que les répétitions de liens vers un même terme.
- Les liens externes sont à placer uniquement dans une section « Liens externes », à la fin de l'article. Ces liens sont à choisir avec parcimonie suivant les règles définies. Si un lien sert de source à l'article, son insertion dans le texte est à faire par les notes de bas de page.
- La présentation des références doit suivre les conventions bibliographiques. Il est recommandé d'utiliser les modèles {{Ouvrage}}, {{Chapitre}}, {{Article}}, {{Lien web}} et/ou {{Bibliographie}}. Le mode d'édition visuel peut mettre en forme automatiquement les références.
- Insérer une infobox (cadre d'informations à droite) n'est pas obligatoire pour parachever la mise en page.

Pour une aide détaillée, merci de consulter Aide:Wikification.
Si vous pensez que ces points ont été résolus, vous pouvez retirer ce bandeau et améliorer la mise en forme d'un autre article.
 (août 2025).
Deza Nguembock (née Ngo Nguembock le 6 décembre 1973) est une entrepreneure sociale, militante pour les droits des personnes handicapées et artiste franco-camerounaise. Elle mène des initiatives visant à promouvoir l’inclusion et la représentation des personnes handicapées dans la société et le monde professionnel.
En 2008, elle lance le concept Esthétique & Handicap, un mouvement visant à encourager la société à voir la beauté dans la diversité des corps et à traiter les personnes handicapées avec dignité et humanité. En 2011, elle fonde E&H LAB, la première société à mission en France, dédiée à la représentation positive du handicap à travers l’art. Grâce à ses six campagnes d’intérêt général, elle a contribué à transformer le regard porté sur les personnes handicapées.
En 2022, elle a été choisie comme ambassadrice de la campagne "Ensemble pour les droits" de la Commission européenne. Elle s'engage en faveur de l’émancipation économique des femmes handicapées et promeut leur participation active aux instances de décision à l’échelle mondiale.
En 2023, elle fonde AHADI Foundation,, une organisation internationale dédiée à la promotion du leadership des femmes handicapées, avec pour objectif d’accompagner 1 000 femmes vers des rôles de décision politiques, économiques et sociaux d’ici 2030.

## Biographie

### Enfance et formation
Deza Nguembock naît au Cameroun dans une fratrie de douze enfants. Son père, Richard Nguembock, est mathématicien et fondateur d’un établissement scolaire. Sa mère, Hana Ngo Bilong, y travaille également comme intendante. L’environnement familial est marqué par un engagement fort en faveur de l’éducation.
À l’âge de quatre ans, elle est atteinte d’un problème de santé qui entraîne une paralysie partielle. Les problèmes de santé persistants l'amènent à être évacuée sanitaire en France en 1996 pour des traitements médicaux. Après un long parcours hospitalier et une intervention chirurgicale pour redresser sa colonne vertébrale à travers une arthrodèse postérieure, Deza retrouve une stabilité physique. Elle reprend alors le chemin de l'université et obtient une licence en langue, littérature et civilisation étrangère à la Sorbonne-Nouvelle.
Son parcours académique prend une nouvelle dimension lorsqu’elle part aux États-Unis, à l'Université du Connecticut, dans le cadre d'un échange universitaire pendant son année de Maîtrise en anglais. Ce séjour lui permet de découvrir les nouvelles technologies de l'information et de la communication (NTIC), domaine qui la passionne et qu'elle choisit d'explorer plus en profondeur. Elle oriente alors ses études vers ce secteur, rédigeant son mémoire de fin d’études sur l’E-business.
Deza Nguembock évoque dans plusieurs interviews que sa spiritualité constitue un moteur important de son engagement. Issue d'une famille protestante, elle affirme que sa foi a joué un rôle déterminant dans sa résilience après sa maladie d'enfance et dans son combat pour l’inclusion des personnes handicapées.

## Carrière
Elle commence sa carrière professionnelle en 2004 chez Reed Midem, avant de s'engager pour la défense des droits des personnes handicapées et à changer les perceptions sociales et professionnelles du handicap.
En 2005, Deza Nguembock fonde AfrikDEZArts, une association ayant pour objet la promotion de la diversité culturelle à travers des initiatives artistiques. L'objectif principal de l'association est de donner une visibilité aux artistes issus de communautés sous-représentées et de mettre en avant la richesse de la diversité culturelle à travers des initiatives artistiques.
Entre 2008 et 2011, Deza Nguembock travaille au sein de l’agence de communication W and Cie, où elle intervient sur des problématiques d'identité visuelle, d’architecture de marque, de veille stratégique et de communication en contexte de fusion. Elle s’oriente ensuite vers des actions centrées sur l’inclusion et la représentation des personnes handicapées dans les médias et la communication.
En 2011, Deza fonde E&H LAB,,,,une agence de communication à mission en France, axée sur le social business. L'agence articule un volet d'intérêt général avec des campagnes artistiques visant à modifier les perceptions sociales du handicap, et un volet business qui accompagne les entreprises et les institutions dans leur stratégie d'inclusion et de communication.
Entre 2011 et 2020, E&H LAB lance plusieurs campagnes artistiques internationales visant à sensibiliser aux stéréotypes,associés au handicap. L’agence produit également un documentaire qui explore le regard social sur les personnes handicapées,, abordant notamment la question du désir et de la sexualité des personnes handicapées,. En 2016, elle étend ses campagnes à l'Afrique. Cependant, l’entreprise ferme ses portes en raison de la pandémie de COVID-19.
Consultante en communication et politique publique (2021 - présent)
Après la cessation d’activité de E&H LAB, Deza Nhguembock intervient comme consultante en communication et en politiques publiques. Elle accompagne des institutions et des entreprises dans leurs défis liés à l'inclusion, à la diversité, à l'accessibilité, ainsi qu'à l'innovation sociale.

### AHADI Foundation (2023 - présent)
En 2023, Deza fonde AHADI Foundation , une organisation internationale consacrée à la participation des femmes handicapées dans les sphères de décision politiques, économiques et sociales. La mission de la fondation est de soutenir 1 000 femmes handicapées dans leur parcours de leadership d'ici 2030 et de créer une communauté mondiale de 20 000 leaders émergentes.
Elle structure son action autour de trois programmes :
1. Le Programme Leadership : Accompagnement des femmes handicapées vers des rôles de leadership dans les domaines social, économique et politique;
2. Le Programme Data : Collecte et analyse de données  pour documenter les enjeux de genre et de handicap;
3. Le Programme Art et Culture : Création d’œuvres et d’expositions pour sensibiliser aux représentations sociales du handicap.

AHADI Foundation œuvre à favoriser la représentation des femmes handicapées dans les sphères décisionnelles, notamment par des programmes de mentorat, de formation et de visibilité.
Engagements et expertise en inclusion
En 2022, à moins de deux mois des élections législatives, Deza Nguembock se porte candidate indépendante dans la 10ᵉ circonscription de Paris, où elle réside, afin de promouvoir des thèmes liés à l'accessibilité universelle et à la démocratie participative. Sans expérience politique préalable, elle parvient à faire valider sa candidature et mène une campagne d’une durée de trois semaines. Peu après, elle est désignée ambassadrice pour la France de la campagne « Ensemble pour les droits » de la Commission européenne, dans le cadre de la stratégie 2021–2030 en faveur des droits des personnes handicapées. Cette nomination lui donne l’occasion de participer à des actions de sensibilisation et à des échanges sur l’inclusion des personnes handicapées au niveau européen.
Deza est également membre bénévole d’organisations telles que la Fondation de France et la Fondation Malakoff Humanis Handicap, où elle met son expertise au service de diverses initiatives. Elle intervient dans diverses conférences internationales sur des sujets liés à la représentation des personnes handicapées dans les médias, à la vulnérabilité en entreprise et l'importance de la confiance en soi dans le parcours entrepreneurial.

## Œuvres
- 2008 : Esthétique & Handicap (Cape Town, Afrique du Sud)[25].
- 2011 : Miroir de mon âme[26].
- 2014 : Piétinons les préjugés[27]
- 2015 : L’art d’être différent, Histoire des handicaps – Prix Handi-Livres (catégorie biographie)[28]
- 2016 : ConnaisSens (handicap sensoriel)[29]
- 2019 : CHAOS (santé mentale)[30]

## Distinctions et reconnaissances
- Prix Femme de Santé (2025)[31]
- Prix de l’engagement et de la méritocratie (2024)[32]
- Prix Pionnière remis lors de l'événement Coup de cœur Femmes d'Exception (2024)[33]
- Ambassadrice de la campagne "Ensemble pour les Droits" de la Commission européenne (2021-2030)[23]
- Jury des Prix REPRESENTe de l’Union des marques (2023-2025)[34]
- Membre bénévole expert handicap de la Fondation de France (2017-2025)
- Membre bénévole expert handicap de la Fondation Malakoff Humanis (2016-2025).